# Émile de Laveleye
 (novembre 2016).
Émile Louis Victor, baron de Laveleye, né le 5 avril 1822 à Bruges et mort le 2 janvier 1892 au château de Doyon (Havelange), est un économiste, politologue, historien et écrivain belge.

## Biographie
Né dans la bourgeoisie flamande, alors de langue française, Laveleye commença ses humanités à l'Athénée royal de Bruges et les acheva au Collège Stanislas à Paris. Il fit deux ans de philosophie à l'Université de Louvain (à 19 ans, il publie alors son premier livre, Album d'Ostende) puis fit le droit à l'Université de Gand, où il devint docteur en 1844. En 1853, il épouse une jeune femme de noblesse protestante — cette religion ayant eu un certain poids sous le règne de Léopold Ier de Belgique — Marie-Esther Prisse (1826-1907), fille de l'ancien ministre de la guerre et aide de camp de Léopold Ier, le baron Albert Prisse. 
En 1864, il est nommé professeur d'économie politique à l'Université de Liège, ville où il s'établit. Ses publications nombreuses relèvent aussi du droit public, du droit international et de la science politique, et également de la philosophie morale.
Élevé dans la foi catholique, il évolua vers le protestantisme. Mais même à l'époque où il était catholique, il était très sensible aux résonances sociales de l'Évangile. Il se fait inscrire le 24 novembre 1878 comme membre de la paroisse de Liège affiliée à l'Église Chrétienne Missionnaire Belge (plus tard Église Protestante de Belgique). La place de la religion dans la vie publique le passionne, comme en témoignent ses ouvrages Le protestantisme et le catholicisme dans leurs rapports avec la liberté et la prospérité des peuples (1875) et L'avenir religieux des peuples civilisés (1875).
Il est l'un des penseurs du libéralisme progressiste en Belgique, de sorte qu'on a pu voir en lui un précurseur du socialisme. Il s'est beaucoup intéressé aux initiatives coopératives.
Il est président de la Société de moralité publique, organisation abolitionniste vis-à-vis de la prostitution fondée en 1881.
Le 31 décembre 1891, il obtint une concession de noblesse héréditaire et le titre de baron transmissible à la primogéniture masculine. Il se choisit la devise Rede, vrede. Il est le père d'Edouard de Laveleye, créateur du Comité olympique belge.
Il a fait construire vers 1865 l'hôtel de Laveleye situé rue Courtois à Liège près du jardin botanique. Il est inhumé au cimetière de Robermont à Liège, ville qui a donné son nom à un large boulevard.
Connu dans le monde entier, docteur honoris causa de maintes universités, il correspondait avec nombre de savants étrangers, dont le plus célèbre est John Stuart Mill.
Il fut élu à l’Académie royale de Belgique, le 6 mai 1867 mais fut aussi correspondant dans plusieurs académies étrangères.

## Quelques publications
- Essai sur les formes de gouvernement dans les sociétés modernes, Paris, Éd. Germer Baillière, coll. «Bibliothèque de philosophie contemporaine», 1872.

- L’Instruction du peuple, Hachette, Paris, 1872.
- Le Parti clérical en Belgique, imprimerie de J. E. Buschmann, Anvers, 1873.
- De la propriété et de ses formes primitives, Paris, Éd. Germer Baillière, coll. «Bibliothèque de philosophie contemporaine», 1874.
- Le Protestantisme et le catholicisme dans leurs rapports avec la liberté et la prospérité des peuples, étude d’économie sociale, C. Muquardt, Bruxelles, 1875
- Lettres d'Italie: 1878-1879, Librairie européenne C. Muquardt, Merzbach & Falk, Editeurs, Bruxelles, 1880.
- Le Socialisme contemporain, Paris, Éd. Germer Baillière, coll. «Bibliothèque de philosophie contemporaine», 1881.
- Émile de Laveleye, La propriété primitive dans les townships écossais, Orléans, Imprimerie Paul Girardot, 1885, 15 p., en réponse aux thèses de Numa Denis Fustel de Coulanges et Émile Joseph Belot sur la propriété foncière.
- La péninsule des Balkans: Vienne, Croatie, Bosnie, Serbie, Bulgarie, Roumélie, Turquie, Roumanie, 1888.
- La Monnaie et le Bimétallisme, 1891.
- Le gouvernement dans la démocratie, Paris, Félix Alcan, coll. «Bibliothèque de philosophie contemporaine», 1891.
- Les Nibelungen, traduction de 29 poèmes titrés rédigés en allemand, chez Charles Marpon et Ernest Flammarion, s.d..

## Hommage
Plusieurs rues en Belgique et en Bulgarie ont été nommées en hommage à Émile de Laveleye :
- Boulevard Émile de Laveleye à Liège, où se trouve une plaque d'hommage offerte par la Bulgarie.
- Rue Émile de Laveleye à Hermalle-sous-Argenteau.
- Rue Émile de Laveleye à Sofia, Bulgarie.
- Rue Émile de Laveleye à Plovdiv, Bulgarie.
- Rue Baron de Laveleye à Jette